# Egyptens historie
Værktøj og andre arkæologiske fund viser, at der har levet mennesker i Nildalen i mere end 60.000 år. Det er begyndelsen på Egyptens historie. Omkring 3300 f.Kr. dukker en dominerende politisk og religiøs kultur op. Perioden efter 3300 f.Kr. indtil Alexander den Stores erobring af Egypten betegnes for Det gamle Egypten.

## Den græsk-romerske periode
Det ptolemæiske Egypten var en af stormagterne i den hellenistiske verden. Af og til bredte dets herredømme sig over dele af Syrien, Lilleasien, Cypern, Libyen, Fønikien og andre lande. Under ptolemæerne blev Alexandria et kulturelt og intellektuelt center i den gamle verden. Der var flere ptolemæiske prinsesser ved navn Kleopatra, men "den rigtige" var Kleopatra VII. Som 17-årig bliver hun gift med sin yngre bror, Ptolemæus XIII. Men Cæsars hjælp lykkes det Kleopatra at få væltet ham fra tronen, hvorefter hun gifter sig med en anden bror, Ptolemæus XIV. Hun følger den sejrende Cæsar til Rom og føder ham en søn, Cæsarion. Efter Cæsars død kommer Marcus Antonius til Egypten, og også han bliver tryllebundet af den smukke dronning, som regerer sammen med sønnen Cæsarion, som bærer navnet Ptolemæus XV. Efter nederlaget ved Actium i år 30 f.Kr. til den unge Octavian begår Kleopatra selvmord, mens Octavian bliver Roms første kejser under navnet Augustus. Hermed slutter den ptolemæiske linje.
I næsten syv århundreder efter Kleopatras død kontrollerede romerne Egypten. De behandlede landet som en værdifuld kilde til rigdom og profit og var afhængige af dets kornforsyninger. Da den romerske kejser Konstantin kom til magten, konverterede han til kristendommen; i 313 e.v.t. gav han kejserlig stadfæstelse af den kirkelige doktrin. Den nye romerske ortodoksi var på mange måder i uoverensstemmelse med den etablerede kristendom i Egypten, kendt som "koptisk" kristendom. Der opstod religiøse konflikter. Til sidst udskilte kopterne sig og udpegede deres egen patriark i Alexandria.

## Islam
I år 639 erobrede araberne Egypten fra det byzantinske rige og introducerede det arabiske sprog og Islam. Det arabiske kalifat havde sin hovedstad i Damaskus og siden i Bagdad. Kunsten begyndte igen at blomstre med elegante offentlige bygninger og paladser. I 969 erobrede det shiitiske dynasti, Fatimiderne, Egypten og etablerede Kairo som sin hovedstad. Fra den periode stammer al-Azhar moskeen og det tilhørende universitet. Dette styre varede til 1171, hvor Saladin erobrede Egypten og slog det sammen med Syrien. Desuden konverteres Egypten til sunni-islam. I 1250 gør mamelukkerne, som oprindelig var kommet til Egypten som krigsfanger, oprør og vandt magten. Under deres styre bliver Egypten et vigtigt kulturelt, militært og økonomisk centrum. I 1517 blev Kairo erobret af sultan Selim I, som reducerede Egypten til en provins i det Osmanniske Rige. Tre år senere kom Suleiman den Store på tronen i Konstantinopel.

## 1798-1939
Det osmanniske styre bestod indtil 1798, hvor en fransk ekspedition, under ledelse af en ung officer ved navn Napoleon Bonaparte, invaderede Egypten. Formålet var at blokere den engelske adgang til Indien. I slaget ved Abukir i 1798 tilintetgjorde briterne de franske styrker, som måtte forlade landet i 1801. Den kortvarige besættelse fik dog stor indflydelse på Egyptens fremtid, som følge af kontakten med Vesten. Magtkampen efter, at franskmændene havde forladt landet endte lidt besynderligt med, at Muhammad Ali Pasha, en albansk officer i den osmanniske hær, fik magten. I 1811 erobrede han Egypten fra mamelukkerne, og de følgende år gennemførte han adskillige militæroperationer mod Arabien og Sudan. I 1824 sendte han en egyptisk styrke for at hjælpe den osmanniske sultan med at undertrykke den græske frihedskrig, men den egyptiske og den græske flåde blev ødelagt i slaget ved Navarino. Da sultanen afslog Muhammad Alis krav om Syrien som betaling, erobrede han Syrien og styrede det i syv år. Endelig slog Muhammad Ali i 1841 den osmanniske sultan, som nu blev tvunget til at acceptere Muhammad Ali som enevældig regent over Egypten. Under hans styre gennemførtes flere reformprogrammer, og grunden lagdes til det moderne Egypten.
Efter Muhammad Ali begyndte det at gå tilbage med økonomien på trods af åbningen af Suezkanalen i 1869 – bygget med fransk hjælp. Da det kneb med tilbagebetaling af udenlandske lån, blev Egypten i 1875 tvunget til at afstå størsteparten af aktierne til England. I 1881-82 hjalp briterne med at nedkæmpe et nationalistisk oprør, hvilket endte med, at Storbritannien satte sig på magten i Egypten og udnævnte en engelsk administrator. Ved udbruddet af 1. Verdenskrig i 1914 gjorde Storbritannien Egypten til et protektorat og anvendte det som base for sine operationer i Mellemøsten. I 1922 blev protektoratet erstattet af et monarki under kong Fuad. I 1937 blev han efterfulgt af kong Farouk, og de britiske tropper trak sig ud af Egypten, bortset fra Suez-området.

## 1939 til i dag
Under 2. Verdenskrig gik Egypten sammen med England mod Tyskland. Efter krigen voksede de nationalistiske følelser, især efter arabernes nederlag til Israel i 1948. I 1952 overtog hæren kommandoen og tvang kong Farouk til at træde tilbage. I 1953 afskaffedes monarkiet, og Egypten blev en republik med general Muhammad Naguib som landets første præsident. I 1954 tvang oberst Gamal Abdel Nasser Naguib til at træde tilbage og blev selv præsident. Da vesten afviste at finansiere den ønskede Aswan-dæmning, nationaliserede Nasser Suezkanalen i 1956, hvorefter England, Frankrig og Israel invaderede Egypten. Efter pres fra USA, Sovjetunionen og FN måtte de dog snart trække sig tilbage. Nassers omdømme i den arabiske verden voksede til skyhøjde.
I 1967 udbrød den såkaldte seksdageskrig mellem Israel og de arabiske stater. Israels luftvåben angreb og ødelagde de egyptiske fly på jorden, ligesom israelerne slog egypterne i Sinai, som kom under israelsk besættelse.
Nasser døde i 1970 og blev efterfulgt af sin vicepræsident, Anwar Sadat. I juli 1972 beordrede Sadat 20.000 sovjetiske militærrådgivere og eksperter til at forlade landet, da Sovjetunionen ikke ville levere de ønskede våben til tilbageerobring af de israelske besættelser. Under et overraskelsesangreb den 6. oktober 1973 passerede egyptiske styrker Suezkanalen og trængte ind i Sinai, samtidig med, at syriske styrker rykkede ind i Golan-højderne. Under Yom Kippur-krigen lykkedes det egyptiske tropper at genvinde en del af Sinai. I 1974 genoptog Egypten og USA diplomatiske forbindelser. I september 1975 havde Egypten og Israel under medvirken af USA flere fredsforhandlinger. I november 1977 tog Sadat et dramatisk skridt mod fred med Israel ved at besøge Jerusalem og tale i Knesset. Året efter var præsident Jimmy Carter vært ved fredsforhandlinger i Camp David mellem præsident Sadat og den israelske premierminister Menachem Begin, og de underskrev en foreløbig fredsaftale. Den endelige aftale blev underskrevet den 26. marts 1979 i Washington. Efter israelsk tilbagetrækning fra Sinai etablerede Egypten og Israel diplomatiske forbindelser – til stor forbitrelse i store dele af den arabiske verden.
Så stor var forbitrelsen, at Sadat i 1981 blev dræbt af muslimske fundamentalister. Hans efterfølger Hosni Mubarak opfyldte den indgåede fredsaftale, men kritiserede kraftigt de manglende fremskridt i det palæstinensiske problem. Mubarak arbejdede på at forbedre forholdene til de øvrige arabiske nationer og blev igen medlem af "Islamic Conference Organization" og Den Arabiske Liga. Under Golfkrigen i 1991 deltog egyptiske tropper i den koalition, som blev sammensat for at tvinge Saddam Husseins tropper til at forlade Kuwait. På trods af modstand fra muslimske kræfter blev Mubarak genvalgt i 1987, 1993, 1999 og 2005. Egyptens rolle som fredsmægler i den mellemøstlige fredsproces giver landet en meget stor betydning i regionen. Egypten er ved at omlægge sin økonomi fra at være statsdirigeret til at være mere markedsorienteret med liberalisering og privatisering.
Den 25. januar 2011 begyndte gadedemonstrationerne i Egypten. Demonstrationernes hovedformål er at vælte Egyptens præsident Hosni Mubaraks regime.